# Erich Josef Geßner

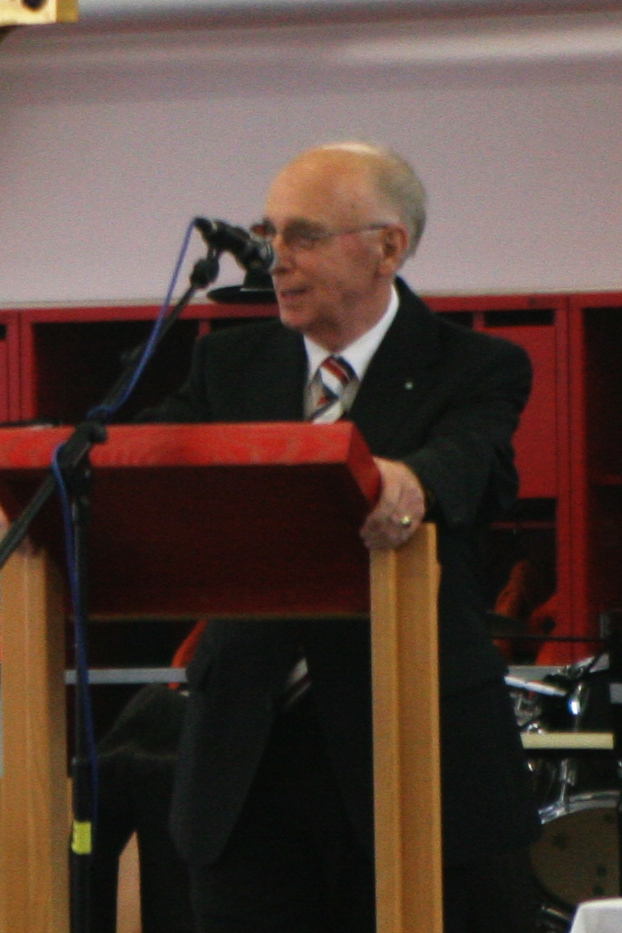
Erich Josef Geßner 2008 in Altenstadt

Erich Josef Geßner (* 14. August 1944) ist ein bayerischer Kommunalpolitiker (CSU) und war vom 1. Mai 1996 bis 30. April 2014 Landrat des Landkreises Neu-Ulm. Bei den Kommunalwahlen am 2. März 2008 erreichte Geßner einen Stimmenanteil von 63,9 Prozent. Von 1972 bis 1976 war er Bürgermeister des Marktes Altenstadt und von 1976 bis 1996 Bürgermeister der Stadt Vöhringen.

## Ehrungen
Geßner ist Träger des Bundesverdienstkreuzes am Bande, der kommunalen Verdienstmedaille in Silber, seit 13. Juli 2005 des Bayerischen Verdienstordens und seit 4. Juli 2006 Ritter des Silvesterordens. Zusammen mit seiner Frau gründete er im Jahr 2004 die im Kloster Roggenburg ansässige Prämonstratenserstiftung Roggenburg. 